# Outlaw Pete
Outlaw Pete (2014) är en barnbok på engelska med text av Bruce Springsteen och illustrationer av Frank Caruso.
Innehållet i boken bygger på sången "Outlaw Pete" från Springsteens album Working on a Dream (2009), och är en absurd berättelse om en cowboy i Vilda västern och hans öde.